# Per Karlsson
Per Jonas Karlsson (Solna, 2 gennaio 1986) è un ex calciatore svedese, di ruolo difensore.
Con 438 partite ufficiali all'attivo, è il giocatore dell'AIK con più presenze di tutti i tempi.

## Carriera

### Club
Ha iniziato a far parte del vivaio dell'AIK a partire dall'età di 12 anni, prelevato dal Vasalund.
Nel 2003 all'età di 17 anni ha debuttato in prima squadra, sia in coppa (a maggio contro l'Häcken) che in campionato (a luglio sul campo dell'Örgryte). Nella stagione seguente, complici gli infortuni di Fredrik Björck e Per Nilsson, ha trovato maggiore spazio riuscendo a giocare dodici partite di cui dieci da titolare, in un'annata però conclusa dal club con un'inaspettata retrocessione. Nel maggio 2005, alla terza giornata del campionato di Superettan, è stato vittima di un grave infortunio alla tibia che lo ha tenuto lontano dai campi per diversi mesi. A fine anno l'AIK ha comunque centrato la risalita immediata in Allsvenskan.
Il 20 aprile 2006, in Coppa di Svezia contro l'Hudiksvalls ABK, ha segnato quello che per i successivi undici anni è risultato essere il suo unico gol con la maglia dell'AIK. Pochi giorni dopo è stato girato in prestito per l'intera stagione al Väsby United, squadra satellite dell'AIK, con cui tuttavia non ha potuto giocare alcun incontro a causa di un altro serio infortunio, questa volta al braccio. È ritornato a calcare i campi l'anno seguente, con il prestito all'Åtvidaberg.
Nel gennaio 2008 Karlsson è rientrato all'AIK, dove è rimasto definitivamente in organico partendo dal primo minuto nella maggior parte dei casi. L'anno successivo, nel corso dell'Allsvenskan 2009, ha giocato titolare 26 delle 30 partite che hanno permesso all'AIK di tornare ad essere campione di Svezia per la prima volta dal 1998, in quello che è stato il primo titolo personale per il giocatore. A pochi giorni di distanza dalla conquista del campionato, Karlsson e l'AIK hanno anche conquistato la Coppa di Svezia 2009.

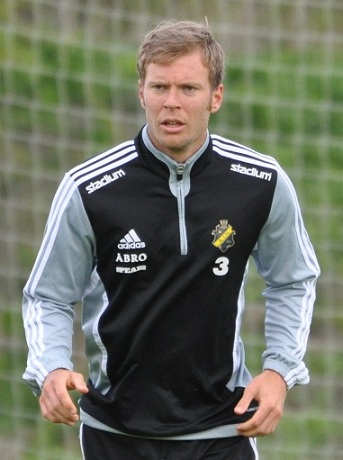
Karlsson nel 2011 durante un allenamento

Durante l'Allsvenskan 2011 ha giocato solo sei partite, visti anche alcuni suoi problemi fisici e il contemporaneo utilizzo dei giovani Niklas Backman e Alexander Milošević, nonostante ciò ha ugualmente deciso di estendere il proprio contratto. L'anno seguente ha riconquistato il proprio spazio nell'undici di partenza.
Al termine del campionato 2013 gli è stato attribuito il premio di miglior difensore del torneo.
Il 25 febbraio 2017, nel corso di Kristianstad FC-AIK di Coppa di Svezia, Karlsson è tornato al gol con l'AIK in una partita ufficiale per la prima volta dopo undici anni. Il 24 settembre dello stesso hanno ha anche segnato il primo gol in Allsvenskan, aprendo le marcature nella vittoria per 6-1 sul campo dell'Häcken.
Nel campionato 2018 ha contribuito alla riconquista del titolo nazionale – che mancava appunto dal 2009 – giocando titolare tutte e 30 le partite in programma. A fine stagione ha ricevuto nuovamente il riconoscimento di miglior difensore dell'intera Allsvenskan di quell'anno, secondo riconoscimento personale di quel tipo dopo quello del 2013.
Il 15 luglio 2020, in occasione della vittoria interna contro il Sirius, Karlsson ha collezionato la 396ª presenza ufficiale con la maglia dell'AIK: ciò gli ha permesso di diventare in assoluto il giocatore che ha disputato più partite ufficiali nella storia del club, superando l'ex compagno Daniel Tjernström fermo a quota 395. Un ulteriore record lo ha stabilito il successivo 28 settembre in AIK-Mjällby 1-0, quando è diventato in assoluto il giocatore dell'AIK con più presenze (322) in Allsvenskan, battendo dunque il primato del portiere Gustav "Gurra" Sjöberg che durava da oltre 70 anni. Ha poi nuovamente rinnovato il proprio contratto per altri due anni.
Nelle prime dieci giornate dell'Allsvenskan 2022 è stato utilizzato in sei occasioni (prevalentemente dalla panchina), poi la sua stagione è stata compromessa da una commozione cerebrale rimediata in allenamento,
la quale gli ha impedito di scendere in campo anche nei mesi a seguire. A settembre, Karlsson ha comunicato che si sarebbe ritirato dal calcio giocato al termine dell'ultima giornata di quel campionato, in programma il successivo 6 novembre contro l'Elfsborg. In vista di quella gara, nonostante l'infortunio alla testa, ha ottenuto il via libera per giocare un brevissimo scampolo di quella che è stata la sua ultima partita in carriera. Il suo addio è stato celebrato con cori per tutta la partita e coreografie da parte dei 31 335 spettatori presenti.

### Nazionale
Karlsson è stato convocato in tutte le principali Nazionali svedesi giovanili. Dopo aver giocato 15 partite con l'Under-21 tra il 2007 e il 2009, ha fatto il suo esordio con la Nazionale maggiore il 20 gennaio 2010 in occasione dell'amichevole contro l'Oman.

## Palmarès

### Club

#### Competizioni nazionali
- Campionato svedese: 2

AIK: 2009, 2018
- Coppa di Svezia: 1

AIK: 2009
- Supercoppa di Svezia: 1

AIK: 2010